# Hexan-2,5-dion
Hexan-2,5-dion je alifatický diketon a toxický metabolit hexanu a hexan-2-onu u člověka.

## Příznaky otravy
Chronická toxicita hexanu je způsobena jeho metabolizováním na hexan-2,5-dion. Příznaky otravy jsou brnění a křeče v rukách a nohách, následované celkovou svalovou slabostí. V některých případech byla pozorována atrofie kosterních svalů spolu se ztrátou koordinace a zrakovými problémy.
Podobné příznaky byly pozorovány u zvířat. Jsou spojené s degenerací periferních nervů (a také centrálního nervstva).

## Mechanismus účinku
Předpokládá se, že neurotoxicita hexan-2,5-dionu vyplývá z jeho γ-diketonové struktury, neboť hexan-2,3-dion, hexan-2,4-dion a heptan-2,6-dion nejsou neurotoxické, ovšem heptan-2,5-dion, oktan-3,6-dion a ostatní γ-diketony jsou. Vyšší α-diketony, jako pentan-2,3-dion a hexan-2,3-dion, se dokonce v malých množstvích nacházejí v různých potravinách a používají se jako atromatické přísady do nealkoholických nápojů a pečiva.
Hexan-2,5-dion reaguje s pozůstatky lysinu v axonových bílkovinách za tvorby Schiffových bází následovanou cyklizací za vzniku pyrrolů. Oxidace pyrrolů má za následek síťování mezi dvěma n-hexanem modifikovanými proteiny. Výsledná denaturace proteinů naruší axonální transport a způsobí poškození nervových buněk.

## Výroba
Byl popsán proces výroby hexan-2,5-dionu.

## Použití
Acetonylaceton může být použit v syntéze isokarboxazidu, rolgamidinu a mopidralazinu.